# Acer coreanum
Acer coreanum é uma espécie de árvore do gênero Acer, pertencente à família Aceraceae.